# Una torta per l'uomo giusto
Una torta per l'uomo giusto (Sitting in Bars with Cake) è un film del 2023 diretto da Trish Sie.

## Trama
Jane e Corinne, migliori amiche di carattere opposto (timida e introversa Jane, chiassosa e disordinata Corinne), condividono lo stesso appartamento a Los Angeles. Jane prepara una torta di compleanno per Corinne e gliela porta al locale dove si tiene la sua festa. Quando un ragazzo le chiede della torta, Jane si dimostra più espansiva del solito. Da qui l'idea di fare un giro per cinquanta locali con una torta di compleanno, affinché Jane possa acquisire più dimistichezza nelle relazioni ed incontrare l'uomo dei suoi sogni.

## Produzione
Il 9 febbraio 2022, è stato annunciato che Yara Shahidi sarebbe stata la protagonista e produttrice esecutiva del film, prodotto da Amazon Studios e basato sul romanzo Sitting in Bars with Cake di Audrey Shulman. Inoltre Trish Sie avrebbe lavorato come regista. Le riprese principali si sono svolte a Los Angeles nell'ottobre 2022. 

## Distribuzione
Il film è stato pubblicato su Prime Video l'8 settembre 2023. 

## Accoglienza

### Critica
Sull'aggregatore di recensioni Rotten Tomatoes ha un indice di gradimento del 79%, con un voto medio di 6,70 su 10 basato su 38 recensioni.